# Heimia salicifolia
Heimia salicifolia Link è una specie di pianta della famiglia delle Lythraceae. È originaria delle Americhe, e la sua coltura va dagli Stati Uniti sudoccidentali (Texas e New Mexico) attraverso il Messico e l'America centrale fino all'Argentina. La pianta è stata utilizzata per scopi sciamanici dai popoli nativi dell'America Centrale e del Messico.

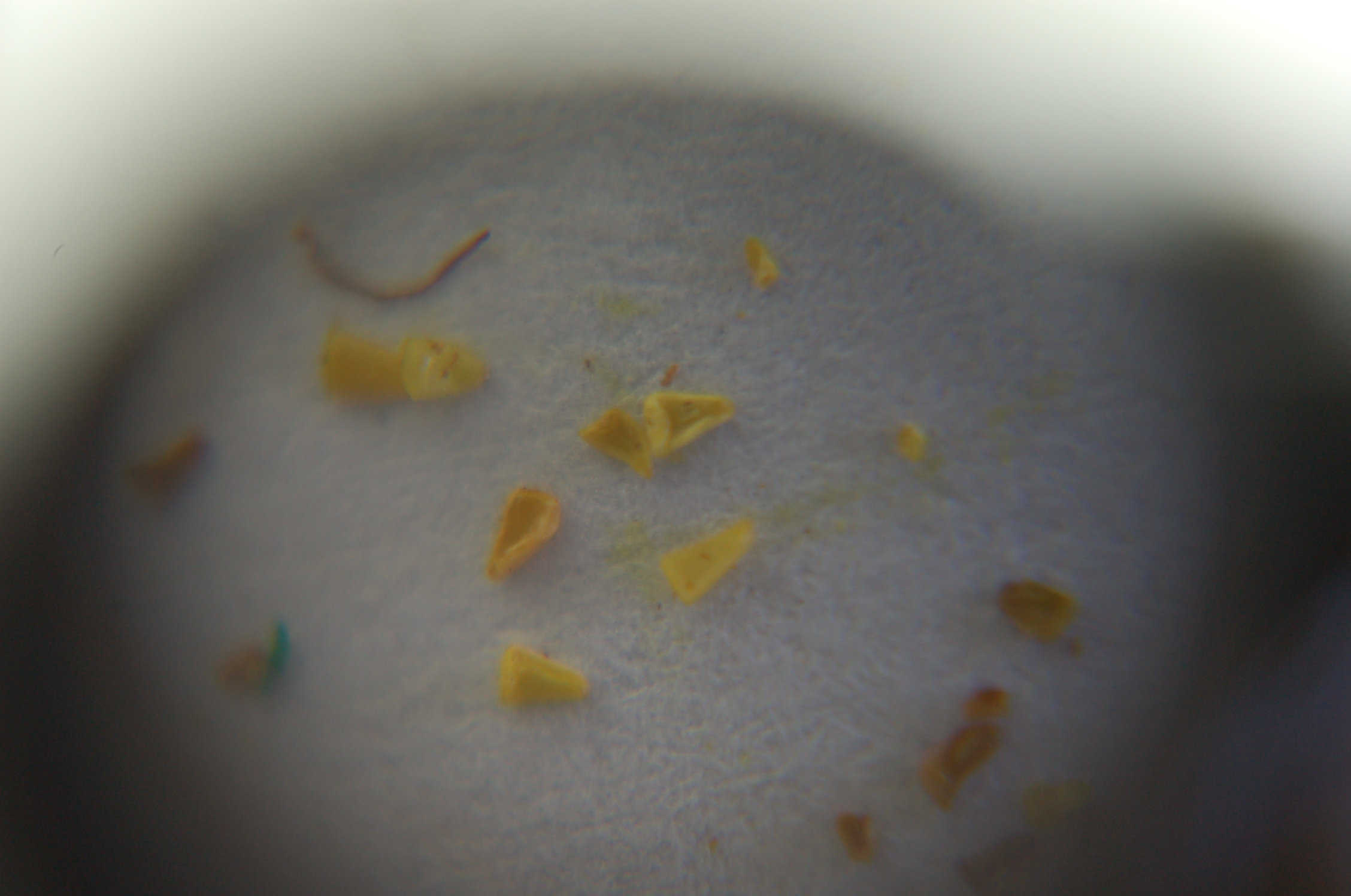
Il seme di Heimia salicifoli ingrandito molte volte

## Alcaloidi isolati[3]
- Vertina, nota anche come criogenina, è considerata il principale componente bioattivo ed è anche generalmente il costituente più abbondante degli alcaloidi estratti .
- Lifolina, il secondo alcaloide più abbondante
- Litrina, il terzo alcaloide più abbondante
- Eimidina, un alcaloide minore
- Litridina, un alcaloide minore

## Uso spirituale
È stato descritto l'uso di H. salicifolia per scopi sciamanici da parte di popolazioni indigene dell'America centrale e del Messico.  Nel metodo di preparazione comunemente usato, le foglie fresche venivano raccolte e lasciate appassire. Messe in una tazza o un barattolo, veniva aggiunta acqua fresca e la miscela veniva posta al sole per fermentare per almeno 24 ore. Si dice che durante il processo di fermentazione, la conoscenza del sole venisse incorporata nella pozione, creando "l'elisir del sole".